# Kanton Lattes
Der Kanton Lattes ist seit 1991 ein französischer Kanton im Département Hérault und im Arrondissement Montpellier. Er hat 57.507 Einwohner (Stand: 1. Januar 2022). Vertreter im Generalrat des Départements sind seit 2014 Cyril Meunier (DVG) und Patricia Weber (PS).
Vor der Neuordnung der Kantone im Jahr 2014 bestand der Kanton aus den drei Gemeinden Lattes, Palavas-les-Flots (jetzt Kanton Mauguio) und Pérols.

## Gemeinden
Der Kanton besteht aus fünf Gemeinden mit insgesamt 57.507 Einwohnern (Stand: 1. Januar 2022) auf einer Gesamtfläche von 64,74 km²:
| Gemeinde            | Einwohner 1. Januar 2022 | Fläche km² | Dichte Einw./km² | Code INSEE | Postleitzahl |
| ------------------- | ------------------------ | ---------- | ---------------- | ---------- | ------------ |
| Juvignac            | 13.776                   | 10,83      | 1.272            | 34123      | 34990        |
| Lattes              | 17.592                   | 27,83      | 632              | 34129      | 34970        |
| Lavérune            | 3.298                    | 7,18       | 459              | 34134      | 34880        |
| Pérols              | 9.541                    | 6,01       | 1.588            | 34198      | 34470        |
| Saint-Jean-de-Védas | 13.300                   | 12,89      | 1.032            | 34270      | 34430        |
| Kanton Lattes       | 57.507                   | 64,74      | 888              | 3410       | –            |

Bis zur landesweiten Neuordnung der französischen Kantone im März 2015 gehörten zum Kanton Agde die drei Gemeinden Lattes, Palavas-les-Flots und Pérols. Sein Zuschnitt entsprach einer Fläche von 36,22 km2. Er besaß vor 2015 einen anderen INSEE-Code als heute, nämlich 3448.